# Taxi Göteborg
Taxi Göteborg är ett taxibolag i Göteborg. Det grundades i mars 1922 då Göteborgs Droskägarförening u.p.a. bildades av taxibolaget Sleipner och ett antal enmansföretag.

## Historia
Fenomenet taxi började med häst och vagn, och redan 1636 ålades svenska krögare och värdshusvärdar att hålla med stall, häst och kärra så att gästerna skulle kunna förflytta sig på ett bekvämt sätt.
Taxi kom till Göteborg 1761. Då hade det under en tid redan funnits fyra vagnar som de rikaste köpmännen ägde, underhöll och tillsammans utnyttjade. Borgmästaren i Göteborg utfärdade en förordning om en så kallad skjutsinrättning, och i slutet på 1700-talet låg taxan på 1 riksdaler, men då kunde resan vara i flera timmar.
År 1817 kunde man via "Hyrkuskarna" hyra en hästvagn för bjudning eller begravning. Det första steget mot blivande Taxi Göteborg togs den 22 februari 1898, då "Hyrverket", ägt av John Andersson, höll sitt första sammanträde, under vilket man bildade aktiebolag och bestämmer sig för att expandera inom Göteborg.
Grosshandlaren Anders Skog och en ingenjör vid namn Siewens såg möjligheterna och startade 1907 ett företag under namnet Sleipner. De tog upp konkurrensen med Hyrverket och blev det första "taxibolaget" i Göteborg med bilar som komplement till hästdroskorna. De upprättade stadens första taxistation, vid Hotellplatsen i oktober 1907 med fyra bilar, två täckta och två öppna. I mars 1922 registrerades Göteborgs Droskägareförening u.p.a. som ett resultat av att flera enmansföretag gick samman med Sleipner. 
Hyrverksförarna köpte 1936 loss sina bilar från Hyrverket, och 1938 blev de upptagna i Göteborgs Droskägareförening.
År 1952 delade Länsstyrelsen i Göteborgs och Bohus län in Göteborg i fyra taxizoner:
- Zon 1: Staden med undantag för nedan nämnda zoner.
- Zon 2: Hisingen.
- Zon 3: Staden norr om Säveån och öster om Göta älv.
- Zon 4: Västra Frölunda församling.

Med staden Göteborg avsågs "Göteborgs stads hela område med undantag av den del av Hisingen, som ligger väster om en linje dragen i norr—söder genom stadens gräns mot Björlanda socken vid Skarvik å allmänna landsvägen Göteborg—Torslanda—Hjuvik."
Taxa 1 var för 1-2 personer och kostade 6,90 kronor per mil. Taxa 2 gällde 3-4 personer och kostade 8,30 kronor per mil. För fem personer och därutöver gällde taxa 3, vilken kostade 9,80 kronor per mil.
Taxi Göteborg är idag en ekonomisk förening med cirka 200 medlemmar och cirka 430 fordon, och verksamhet i Göteborg med kranskommuner, Kungälv, Alingsås, Lerum och Trestad.